# Marian Jurečka
Marian Jurečka (ur. 15 marca 1981 w Przerowie) – czeski rolnik i polityk, deputowany, od 2020 do 2024 przewodniczący KDU-ČSL, w latach 2014–2017 i 2021–2022 minister rolnictwa, od 2021 wicepremier oraz minister pracy i spraw socjalnych.

## Życiorys
Ukończył szkołę rolniczą w Przerowie, następnie studia z zakresu ochrony roślin na Uniwersytecie Mendla w Brnie. W 2002 zajął się prowadzeniem gospodarstwa rolnego w miejscowości Rokytnice. Był również kierownikiem dystrybucji przedsiębiorstwa agrochemicznego i dyrektorem spółki prawa handlowego.
W 1999 wstąpił do Unii Chrześcijańskiej i Demokratycznej – Czechosłowackiej Partii Ludowej (od 2019 działającej pod skróconą nazwą KDU-ČSL). W 2010, gdy ugrupowanie to nie weszło do Izby Poselskiej, został wybrany na wiceprzewodniczącego partii. Rok później awansował na funkcję pierwszego wiceprzewodniczącego ludowców. W wyborach regionalnych w 2012 został wybrany do sejmiku kraju ołomunieckiego.
W wyborach parlamentarnych w 2013 z listy KDU-ČSL uzyskał mandat deputowanego do Izby Poselskiej, następnie stanął na czele klubu poselskiego swojego ugrupowania. 29 stycznia 2014 objął stanowisko ministra rolnictwa w koalicyjnym rządzie Bohuslava Sobotki. W 2017 i 2021 z powodzeniem ubiegał się o poselską reelekcję.
13 grudnia 2017 zakończył pełnienie funkcji rządowej. W 2019 bez powodzenia ubiegał się o przywództwo w partii; w decydującej turze głosowania pokonał go Marek Výborný. Marian Jurečka nie kandydował do zarządu ludowców. Ponownie wystartował na przewodniczącego KDU-ČSL w nowych wyborach, które wyznaczono na styczeń 2020, gdy z przyczyn rodzinnych swoją rezygnację złożył Marek Výborný. Został wówczas wybrany na tę funkcję, obejmując przywództwo w partii. W tym samym roku ponownie uzyskał mandat radnego kraju ołomunieckiego.
W grudniu 2021 objął stanowiska wicepremiera oraz ministra pracy i spraw socjalnych w nowo powołanym rządzie Petra Fiali. Dodatkowo został wówczas powołany na ministra rolnictwa; kandydat KDU-ČSL na ministra rolnictwa Zdeněk Nekula nie mógł wówczas zostać zaprzysiężony z uwagi na izolację w związku z zachorowaniem na COVID-19. Resortem rolnictwa kierował do początku stycznia 2022. W październiku 2024 utracił przywództwo w partii.